# Pourquoi l'égalité est meilleure pour tous

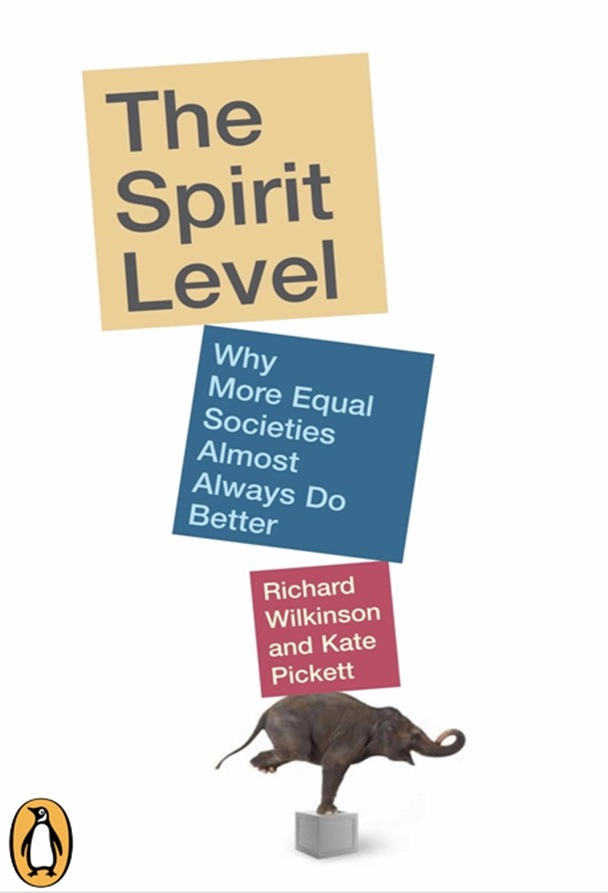

L'Égalité, c'est mieux : Pourquoi les écarts de richesse ruinent nos sociétés (traduction de l'éditeur québécois) ou Pourquoi l'égalité est meilleure pour tous (traduction de l'éditeur français) (titre original The Spirit Level: Why More Equal Societies Almost Always Do Better) est un livre de Richard Wilkinson et Kate Pickett paru en 2013. 

## Description
Selon l'éditeur, « Pour Wilkinson, ce sont les inégalités sociales et non le niveau absolu des revenus qui déterminent les inégalités de santé et de longévité. ».
En 2015, un entretien avec Richard Wilkinson, résumant le livre Pourquoi l'égalité est meilleure pour tous a été publié sous le titre L'égalité, c'est la santé.
Richard Wilkinson a exposé les résultats de ses recherches lors d'une conférence TED en 2011.